# Baq
Pour les articles homonymes, voir Baq (homonymie).
Baq est une divinité de l'assemblée divine présidant à la 21e porte. Voir le Livre des portes.